# 21st Century Liability
21st Century Liability é o álbum de estreia do cantor britânico Yungblud. Foi lançado em 6 de julho de 2018 pela gravadora Locomotion Recordings, Geffen Records e Interscope Records.

## Singles
A faixa-título foi o primeiro single lançado do álbum. Foi lançada em 4 de maio de 2018, e foi descrita pelo próprio Yungblud como "uma canção para jovens incompreendidos crescendo em um mundo de ansiedade, confusão e medo". "Psychotic Kids", o segundo single, foi lançado em 25 de maio de 2018. Seu videoclipe, dirigido por Adam Powell, foi lançado em 11 de junho de 2018. Em 15 de junho de 2018, o álbum foi disponibilizado para pré-venda e a faixa "California" foi lançada no mesmo. "Medication" estreou em 3 de julho de 2018 no programa de rádio na Apple Music de Zane Lowe como o "World Record" do dia. Um videoclipe para a faixa, também dirigido por Powell, estreou na Billboard em 17 de julho de 2018.

## Lista de faixas
Lista de faixas adaptadas do Apple Music.
| N.º            | Título                          | Duração |  |
| 1.             | "Eulogy"                        | 0:30    |  |
| 2.             | "Die for the Hype"              | 3:08    |  |
| 3.             | "Doctor Doctor"                 | 3:11    |  |
| 4.             | "Medication"                    | 3:11    |  |
| 5.             | "Machine Gun (F**k the NRA)"    | 3:13    |  |
| 6.             | "Psychotic Kids"                | 2:47    |  |
| 7.             | "Anarchist"                     | 2:47    |  |
| 8.             | "I Love You, Will You Marry Me" | 2:57    |  |
| 9.             | "Polygraph Eyes"                | 3:43    |  |
| 10.            | "Kill Somebody"                 | 3:07    |  |
| 11.            | "California"                    | 3:51    |  |
| 12.            | "21st Century Liability"        | 3:09    |  |
| Duração total: | Duração total:                  | 35:41   |  |